# Caffè Platti
Il caffè Platti è un caffè storico di Torino situato all'angolo tra corso Vittorio Emanuele II e corso Re Umberto. Fondato nel 1870, dal 2003 fa parte dell'associazione dei Locali storici d'Italia.

## Storia
Aperto nel 1870 come liquoreria Principe Umberto, cinque anni più tardi fu acquistato dai fratelli Ernesto e Pietro Platti.
Situato nei pressi del Liceo classico Massimo d'Azeglio e di Giulio Einaudi Editore, divenne un punto riferimento di alcuni tra i più importanti intellettuali torinesi come Luigi Einaudi, Giulio Einaudi, Cesare Pavese.
È stato restaurato nel 1999 e nel 2015.

## Curiosità
Su una panchina antistante il caffè Platti il 1º novembre 1897 alcuni studenti del D'Azeglio fondarono la Juventus.